# Пура, Тургут
Тургут Пура (тур. Turgut Pura; 1922, Бурса — 1979, Анкара) — турецкий скульптор, основатель Измирского Государственного музея живописи и скульптуры.

## Биография
Родился в 1922 году в Бурсе. Рано потерявший отца Тургут воспитывался в Анкаре, у своего дяди — художника Нумана Пура, который и привил ему любовь к живописи. Окончив лицей Гази, он начал заниматься живописью у известного в Турции художника Эшрефа Урена.
Во время учебы в лицее Пура занимался на курсах скульптуры и в 1941 году, в Анкаре, участвуя на конкурсе занял 1-е место в номинации «скульптура», получив тем самым право на обучение в Государственной академии искусств в Стамбуле на отделении скульптуры. На следующий год он начал обучение в мастерской Рудольфа Беллинга. После перерыва, вызванного болезнью, Пура окончил академию в 1948 году, где остался для помощи в реставрации экспонатов академии, сгоревших во время пожара здания 1 апреля 1948 г.
В 1950 году Т. Пура переехал в Измир, где начинается новый этап его нелёгкой творческой жизни. Он начинает работать в маленькой арендованной мастерской, зарабатывая себе на жизнь. В эти годы он женился, у него родился сын Мурат. Разведясь с женой и из-за финансовых проблем, он был вынужден закрыть мастерскую и зарабатывать на жизнь рыбной ловлей в Балыклыова. Оставшись наедине с морем, скульптор долго раздумывал о смысле жизни и после перерыва вернулся в свою мастерскую, считая своим призванием искусство ваяния. Он продолжил свою любимую работу, совмещая преподавательскую работу в Измирском педагогическом институте с частными уроками. Женился второй раз — на Гюнгёр Ханум, преподавательнице того же института.
В 1963 году Т.Пура стал Директором Измирской галереи живописи и скульптуры, что стала поворотной точкой в его жизни. Он стал помогать художникам в организации их выставок и открыл новые имена для турецких любителей искусства, а в 1973 году выступил с инициативой о превращении галереи в Измирский Государственный музей живописи и скульптуры, став таким образом его основателем.
Первую свою выставку, состоящую из скульптуры и живописи, Пура открыл в 1969 году в Анкаре в Государственной галерее живописи и скульптуры. До 70-х годов прошлого века в творчестве Пуры преобладало абстрактное искусство. Однако, ценители его таланта на государственном уровне стали заказывать ему и монументальные проекты, как, например, «Памятник первой пуле» (İlk Kurşun Anıtı), посвящённый национально-освободительной борьбе турецкого народа и установленный на одной из центральных площадей Измира, также бюсты известных личностей.
Творчество Т.Пура стало заметным явлением в турецком искусстве, соединив в себе абстракционизм и реализм, интерес к сильным страстям и разным темам и ситуациям, судьбам своего народа и его чаяниям. Тургут Пура изображал в своих работах родную природу, скульптурную, классически совершённую пластику фигур, борьбу героев как в классицизме, создавая монументальное искусство и прикасался к современной тематике изображая простых рыбаков, гончаров, народных ашугов, свадебные сцены и др. Он оказал большое влияние на турецких художников и скульпторов среди которых у него есть последователи и подражатели.
Тургут Пура умер 10 мая 1979 года во время своей очередной выставки в Анкаре.

## Выставки
- Анкарская государственная галерея живописи и скульптуры (1969);
- Измирское турецко-американское общество (1972);
- Измирский государственный музей живописи и скульптуры (1976);
- Анкарская галерея Эврен (1979).

## Награды
- 1971 — Конкурс ТВ и Радио Турции, главный приз;
- 1972 — 34-й Государственный конкурс живописи и скульптуры, первая премия;

## Фонд
В 1981 году супруга художника — Гюнгёр Пура основала художественный Фонд Тургута Пуры. Ежегодно Фонд вручает премию им. Тургута Пуры за произведения живописи и скульптуры. Сайт Фонда Тургута Пуры: Turgut Pura Vakfı web sitesi.